# Медресе
Медресѐ (на турски: medrese) или ма̀драса (на арабски: مدرسة – училище; мн. ч. مدارس [мада́рис]) е дума, използвана с двояко значение – училище (изобщо) или ислямско сунитско религиозно училище.

## Мадраса (училище изобщо)
Мадраса е арабска дума (буквално: „място, където се учи“; производна от глагола „درس“ [дараса] – „уча“), произнасяна на турски език като медресе, означава на тези езици изобщо училище – от начално до висше, светско или религиозно (независимо от религията). В този смисъл, под влияние на исляма (възникнал на арабски), се използва и в други мюсюлмански страни.
На арабски има отделна дума за университет – „джа́миа“ (جامعة‎ – общност) или разширено „мадраса джамиа“ (مدرسة جامعة‎).

## Мадраса (ислямско училище)
В страните от Западния свят, както и в България, под медресе/мадраса се разбира по-често мюсюлманско духовно училище (средно или висше), което подготвя мюсюлмански свещенослужители, учители в началните мюсюлмански училища (мектеби), а също така и държавни служители в някои страни.
Завършилите мюсюлманските медресета могат да постъпят в университет.

### История
Религиозните медресета се разпространяват през IX – XIII век в страни и региони, където преобладаващата част от населението изповядва исляма. Откриват се обикновено към големите джамии. Основен предмет е Коранът – главната книга в исляма. В учебната им програма влизат още арабски език (на който са Коранът и основните ислямски произведения), ислямско-богословски, правни, исторически и някои помощни дисциплини.
През Средновековието медресетата имат не само религиозно, но и общокултурно значение.

### Архитектура
Като вид архитектурна сграда ислямските медресета се появяват за първи път в най-източните тогава мюсюлмански страни през X – XII век (медресето „Фарджек“ в Бухара от X век, незапазено; „Низамие“ в Харгирда, Иран от XII век). През XII – XIII век медресета започват да се строят и в Близкия изток (медресетата „Ан-Нурия ал-Кубра“ в Дамаск от XII век, „Мустансирия“ в Багдад от XIII век), както и от XIII – XIV век в Северна Африка (медресетата „Сафарин“ във Фес от XIII век и „Хасана“ в Кайро от XIV век).
Обикновено сградите на медресетата представляват едно- или двуетажно здание и включва разположени около правоъгълен двор джамия и аудитория (учебно помещение). Въпреки общата типология на медресетата те се различават в отделните ислямски страни по планировка и конструкция. В Средна Азия джамията и аудиторията са разположени в корпуса на сградата, а от двете страни има портал (намиращ се на главната фасада), в Сирия и Египет те заемат откритото пространство в двора. В Мала Азия дворът на медресето обикновено е покрит от голям купол. В Азия вместо купол има сводове и колонади, а в Северна Африка – заострени кирпичени покриви.
Медресетата се украсяват с резба, а също и с изящни рисувани теракотени плочки. Най-красивите медресета, включени в световното културно наследство, са медресето „Бу-Инания“ във Фес (от XIV век), „Улугбек“ в Самарканд (от XV век) и „Мири-Араб“ в Бухара (от XVI век).